# Font dels Tres Pins
La Font dels Tres Pins va ser la font de més amunt de la muntanya de Montjuïc. Es diu així pel bosquet on es troba, on destaquen tres pins. Avui és l'única supervivent del reguitzell de fonts que temps ençà es podien trobar per la muntanya.
Per sobre dels Jardins de Laribal, a l'altra banda de la carretera on avui hi ha la Fundació Miró, hi ha la Font dels Tres Pins. De fet, davant de la Fundació Miró hi ha unes amples escales de pedra que, a primer cop d'ull, sembla que no vagin enlloc. Un cop pujades, a mà dreta queda el pas barrat per una porta de ferro, en canvi, si anem per l'esquerra passarem pel mig d'un viver i d'una escola i arribarem a una zona abandonada i feréstega que està força oblidada per la gent. Aquest lloc és l'indret dels Tres Pins. En entrar dins el recinte del viver, hi ha un camí que puja tot dret cap a la font.
Ningú diria que aquest bosc, avui dia tan abandonat, va ser per molta gent de la Barcelona del segle xix i part del segle xx, un dels espais lúdics i de satisfacció més important a les seves tristes i difícils vides, l'únic al·licient i una de les poques il·lusions en el seu tarannà ple d'angoixes i misèries.
De tota la muntanya de Montjuïc, l'indret preferit de la gent era la font dels Tres Pins, on l'aigua sortia entre unes pedres «con chorrear cantarino y glugluteante» segons explicava Luis Baile Lisón l'any 1942 al seu llibre Montjuich de Antaño. S'anomenaven la gent que solia anar a aquesta font «els de la truita», ja que, donada la seva situació de pobresa, era aquest el seu menjar més habitual. Fins i tot Manuel Vázquez Montalbán al seu llibre Barcelones parla de la muntanya de Montjuïc envaïda per les «masas entortilladas». Per tot arreu es respirava un aire pur i aromàtic i la gent gaudia de l'escalfor del sol que a la ciutat no li arribava. Durant el segle xix les famílies venien fins aquí enyoradisses d'una natura en llibertat i es delectaven contemplant l'extens panorama de la ciutat. Aquests llocs eren considerats agradables, pintorescs i plens de poesia. Van anar passant els anys i al segle xx seguia sent costum pujar els dies de festa als Tres Pins. De fer arrosades, coure costelles, plomar l'aviram amb la família i els amics se'n va fer una tradició. Els diumenges aquest lloc es convertia en un immens menjador on cada pedra era una taula parada.
Segons explicava Luis Baile Lisón «en las rústicas hornillas alquiladas por módico estipendio, colocábanse las cazuelas, y gozosos, felices, los que no tenían otra riqueza que su alegría y su salud, se dedicaban a la tarea de saborearlo. Circulaban los porrones plenos de líquidos rubíes. Después, unos iban a reposar plácidos bajo la sombra protectora de los pinos; otros -lo jóvenes-, a corretear por entre las matas de tomillo y retama».
Amb la inauguració del funicular del Tibidabo l'any 1901, el de Vallvidrera el 1906 i el ferrocarril fins a les Planes l'any 1916, la gent més distingida anava a Collserola, mentre que els que pujaven als Tres Pins eren gent humil, cosa que es notava en costums com els de barrejar l'oli i el vinagre en excés per tenir més set i en beure poder quedar tips amb menys menjar. A la tarda les guitarres i acordions posaven música a les cançons que es corejaven en colla.
Tocant a la font, amb el temps es va arribar a posar un taulell on se servien begudes, anissos i aigua de la mateixa font. Cridaven l'atenció unes figueres majestuoses situades a banda i banda de la barra del bar. Hi havia al costat d'una caseta i una esplanada on se celebrava ball al so d'un piano de corda. Al voltant també hi havia bancs i taules on se servien els menjars casolans. En caure la tarda s'encenia un aparell de carbur i la festa continuava.
El dimecres de cendra, per a la gent el darrer dia de Carnestoltes, era costum sortir en massa al carrer a l'enterrament de la sardina (aquest costum es va allargar fins ben entrat els anys seixanta del segle xx). De fet, el que s'enterrava era una arengada. A Barcelona hi havia zones tradicionals, com el Tibidabo o les Planes, però de tots les destinacions, la més popular va ser l'indret dels Tres Pins. La gent dels barris del voltant pujaven per tots els camins de la muntanya. Molta de la gent que passava per Can Valero feien allà l'última compra de vi, gasosa o el que calgués. Travessaven la paret de l'exposició per un forat que hi havia i arribaven als Tres Pins. Moltes són les persones que actualment encara viuen i recorden haver anat a enterrar la sardina penjada d'una canya als Tres Pins. Un cop feta la cerimònia, alguns cops amb seguici fúnebre, amb fèretre i, fins i tot, amb vídua inclosa que plorava la desgràcia del mort, es feia un berenar. També Vázquez Montalbán fa referència a aquesta tradició dels Tres Pins dient: «Sota la pell de la muntanya, els arqueòlegs del futur potser no hi trobaran cap resta ni dels treballs d'Hèrcules ni de la feina precària dels Laietans, però segur que hi trobaran milions de raspes de sardines que van servir d'alegria a Don Carnaval davant les restriccions de Doña Quaresma».
També té relació directa amb aquest lloc un dels polítics més controvertits de principi del segle xx, Alejandro Lerroux. Van arribar a fer-se famosos els seus mítings radicals a les places de toros, els berenars fraternals a la muntanya del Coll i els seus discursos a la font dels Tres Pins. Fins i tot es va dedicar un vers a aquest últim fet: "On se'n va aquest andalús? a veure com el Lerroux havent dinat en el Ritz fa el pa amb la truita amb els obrers vora la font dels Tres Pins".
Va ser durant la postguerra un lloc mig tolerat i mig clandestí de reunió dels cristians no catòlics per cantar els seus salms i predicar una fe que en aquells moments estava prohibida pel franquisme. També va ser el lloc de trobada de l'escoltisme (Jamborée Internacional), durant els actes de l'Exposició Internacional del 29."

## El Barri de barraques
Però sens dubte, l'indret dels Tres Pins es fa famós a partir del segle xx per la presència continuada d'un barri de barraques ben al voltant. Les primeres barraques que es té referència a la muntanya de Montjuïc es remunten al setge de Barcelona de 1714. Un segle més tard, des de l'agost de 1821, Barcelona va patir una forta epidèmia de febre groga que va obligar a organitzar un campament sanitari de 400 barraques a la banda de la muntanya que quedava enfront de la Creu Coberta (gairebé tocant al que actualment és la plaça d'Espanya).
Però és a partir de 1870 que es comencen a estendre barraques per Montjuïc, coincidint amb el moment de màxima explotació de les pedreres, amb motiu de l'expansió urbanística produïda per l'enderroc de les muralles i de l'adveniment de l'Exposició del 1888. Tanmateix, la primera explosió de barraquisme a l'indret de Tres Pins es dona a partir de 1914. D'aquesta manera, s'arriba a l'any 1928 amb un total de 6.500 barraques a la muntanya. Va ser en part per motiu de les obres de l'Exposició Internacional de 1929 que el nombre de barraquistes no parava d'augmentar (les obres van ocupar molts treballadors vinguts de fora que no van trobar més habitatge que una barraca), però també per aquesta mateixa raó es va decidir començar l'enderroc de les barraques. Així doncs, el 80% dels barraquistes havien marxat el 1930. Aquests enderrocs es van donar sobretot a la zona de la falda de la muntanya més propera als terrenys que s'estaven urbanitzant amb motiu de l'Exposició Internacional del 29. L'indret de Tres Pins va ser doncs un dels espais on es van enderrocar més barraques.
Aquesta «neteja» es va perllongar durant tots els anys 1930. Però els terribles anys quaranta van tornar a dur el barraquisme a Tres Pins, i no va aturar fins a ben acabat els anys seixanta. La màxima extensió de barraques es va donar l'any 1964, quan l'Ajuntament va treure els barraquistes de Maricel per fer el parc d'atraccions i els va fer desplaçar-se cap als Tres Pins.
El 1960, el xilè Marcial Echenique va estudiar l'assentament de barraques dels Tres Pins en la seva tesi doctoral El barraquismo en Montjuich. Va comprovar que a les barraques hi vivia una mitjana d'1,2 famílies amb quatre ocupants per barraca, amb un espai de 5,5 m2 per ocupant que permetia només encabir un llit per cada dos barraquistes. L'altre era un plegatí que s'instal·lava de nit a l'espai de la cuina. Pel que fa als serveis bàsics, explicava: «el agua corriente es inexistente, y para conseguirla tienen que hacer grandes viajes a las poquísimas pilas que tiene el barrio. El alcantarillado no existe y un 30% de pobladores se han hecho unos hoyos que sirven de sustituto del water pero que es horrorosamente insalubre. El resto sencillamente hacen sus necesidades al descampado y se pueden ver los caminos como escurren libremente, produciendo una desagradable olor e insalubridad. Lo único que cuentan con proporción bastante elevada es de electricidad que alcanza el 64 %…»
Tot i la precarietat de vida, la gent era molt treballadora i col·laborava en la vida social del barri. Van reeixir a fer-hi un centre de joventut que era alhora dispensari. Ajudaren a crear el centre Oriol, fundat pel mossèn Antoni Oriol, el futur bisbe d'Astorga, on es feia teatre alternatiu. El barri va tenir les escoles de Sant Salvador i les de Tronchoni, i també s'hi va construir una petita capella. Al centre Oriol, una vegada que es feia una obra presentada per Francesc Candel, la polícia va irrompre de sobte i va detenir els actors i el mateix Candel, perquè pensava que s'hi feia un míting de Comissions Obreres. Les escoles de Sant Salvador depenien de la parròquia del mateix nom, de la qual era rector mossèn Francesc Foraster des de l'any 1964. Durant aquell temps va realitzar una tasca social molt important per a la gent de les barraques. Les escoles Tronchoni portaven el nom d'una falangista que va ser afusellada al castell de Montjuïc, tot i que popularment se les coneixia com a escoles Tres Pins. Foren creades per la secció femenina de la Falange i van ser inaugurades el 26 de gener de 1957, l'aniversari de l'entrada de Franco a Barcelona, amb una missa de campanya. Tenien dos barracons per als nens, un pati al mig i dos barracons més per a les nenes, a més a més del despatx, la caseta del jardiner i el menjador, on dinaven per separat, primer les nenes i després els nens. Gairebé tots els alumnes venien de les barraques properes. El control de l'ensenyament per part de la Falange era molt esporàdic, cosa que va permetre més llibertat en el sistema d'educació. Això va repercutir en benefici de la seva qualitat, sobretot en la secció de nenes. A la dels nens, el sistema era més de guarda i custòdia, sense que hi hagués tanta preocupació per ensenyar.

## Els equipaments que han ocupat l'indret dels Tres Pins
Quan les barraques van desaparéixer, l'escola va perdre alumnes fins que al final del curs 1969-70 va haver de tancar. Ensems, al davant del mateix es va construir l'edifici del Centre Fonoaudiològic municipal dedicat a nens sords i que, dotze anys més tard (febrer de 1982), i no sense polèmica, va ser tancat. Tanmateix, dos anys més tard donaria cabuda a l'actual CEIP Tres Pins. Aquesta es considera l'escola de Catalunya més especialitzada en l'ensenyament en llengua de signes, on els nens i nenes sords estudien, aprenen i conviuen amb els nens i nenes oïdors, els quals també saben l'esmentada llengua. Just al davant el 15 d'octubre de 1961 es va inaugurar en uns terrenys que li va cedir l'Ajuntament l'any 1959 el Centro Piloto Arcángel Gabriel de la Sociedad de Ayuda a la Parálisis Cerebral. Avui encara existeix amb el nom de Centre d'Educació Especial Aspace. Més recentment s'ha inaugurat un altre equipament sanitari contigu al Centre d'Educació Especial i que també està especialitzat en el tractament de disfuncions psíquiques. Es tracta de la Residència Tres Pins per a persones amb discapacitat intel·lectual i trastorn de conducta, lligada a la institució privada Fundació Sant Pere Claver.

## Què queda de la font i de l'indret dels Tres Pins?

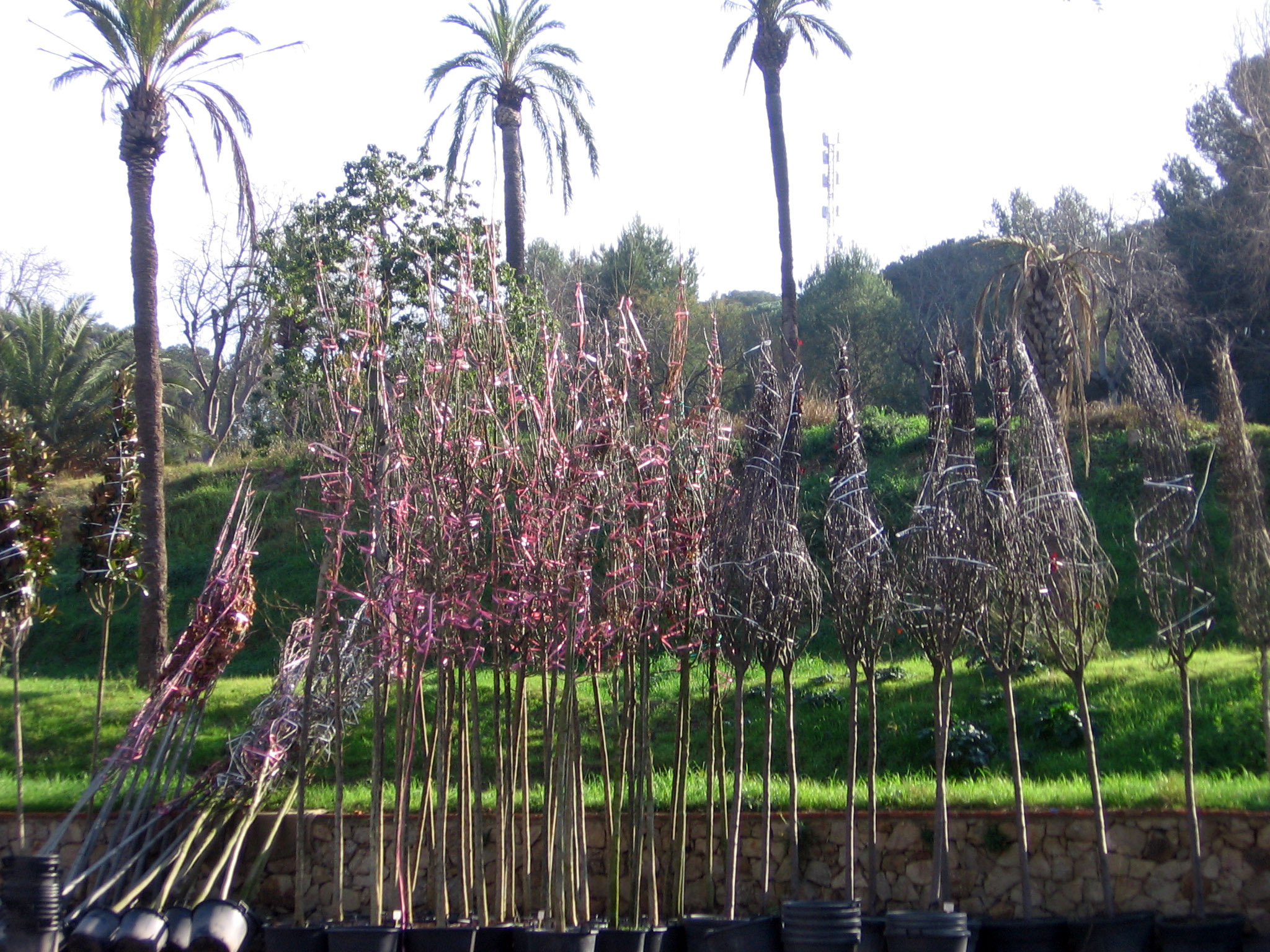
Viver de Tres Pins

Explica Pedro Voltes a La Vanguardia de l'1 de desembre de 1963: «Tenía en otro tiempo este lugar por ingredientes principales un mostrador donde se servía el agua de la fuente, dotada, según voz popular, de estimables cualidades; una barraca y una explanada donde cada domingo se celebraba un baile. Enmarcaban el espacio dedicado a estos festejos unos bancos y unas mesas donde se servían comidas campestres. El nombre de la fuente aludía a tres pinos relevantes, y es probable que en los alrededores hubiera tres y aun treinta, pero lo que llamaba más la atención eran unas higueras majestuosas que endoselaban el tenderete de las bebidas. Al caer la tarde, se encendía un aparato de carburo, mientras proseguía la fiesta y las gentes contemplaban entre baile y baile cómo la ciudad iba poniéndose guirnaldas de luces.»
L'espai segueix tenint una vegetació frondosa, però cada cop més carregat d'edificacions que de ben segur li han sostret el primitiu encant. Malgrat tot, dins el recinte del Viver de Tres Pins, queda encara un retall de bosquina on s'amaga la famosa font.